# 三月三十
三月三十，农历三月第三十天，三月的最后一天，在小月中没有三月三十。

## 逝世
- 永瑆，封成亲王，道光三年三月三十（1823年5月10日）去世，清朝乾隆帝的第十一子。

## 参看
- 日历
- 三月廿八 - 三月廿九 - 三月三十 - 四月初一- 四月初二
- 二月三十 - 三月三十 - 四月三十
- 正月 - 二月 - 三月 - 四月 - 五月 - 六月 - 七月 - 八月 - 九月 - 十月 - 十一月 - 腊月